# Medea Ekner
Medea Sogor Ekner (även stavat Medeia från klassisk grekiska: Μήδεια), född 5 april 1974 i Budapest, är en svensk museispecialist, konstvetare och styrelseordförande för Svenska ICOM, den svenska sektionen av International Council of Museums. Hon flyttade 1988 till Göteborg. Hennes föräldrar kommer från Grekland respektive Ungern.
Hon är utbildad vid Göteborgs universitet i konstvetenskap och kritisk museologi. Åren 2008–2011 var hon medarrangör för Borås Internationella Skulpturbiennaler som inleddes med utplaceringen av skulpturen Walking to Borås, eller ”Pinocchio” som skulpturen kom att kallas, av den amerikanska konstnären Jim Dine. Under perioden visade biennalen konstnärer som Tilda Lovell, Carl Fredrik Reuterswärd, Anne-Karin Furunes, Shean Henry, Frank Stella, Kent Kalsson, Eva Hild, Anthony Gormley, Lars Englund, Bigert & Bergström, Tony Cragg, Kaarina Kaikkonen med flera. Hon var kurator för utställningen "Only Child" av Nathalia Edenmont som visades på Alingsås konsthall (2012) och sedan på Halmstads Konsthall (2013). År 2014 ansvarade hon för nyöppningen av Alingsås museum i ett nytt koncept, efter att den stängdes av besparingsskäl år 2010. År 2018 tog hon fram ett framtidskoncept för Borås museum inför Borås 400-årsjubileum år 2021.
Under våren 2021 var hon en av de tävlande i SVT:s frågesportprogram Kulturfrågan Kontrapunkt.